# Военно-воздушные силы Независимого государства Хорватия
Военно-воздушные силы Независимого государства Хорватия (хорв. Zrakoplovstvo Nezavisne Države Hrvatske) — часть вооружённых сил Независимого государства Хорватия в 1941—1945 годах. Созданы 19 апреля 1941 Владимиром Кнезем, руководителем воздушных подразделений армии НГХ. В июне 1941 года с немцами была достигнута договорённость о строительстве постоянных аэродромов и использовании трофейных самолётов ВВС Королевства Югославии. В итоге были возведены два военных аэродрома в Загребе и Сараево. 14 сентября 1943 командование ВВС НГХ возглавил Адальберт Рогуля, который руководил авиацией вплоть до конца войны. За время своего существования ВВС Хорватии реорганизовывались несколько раз, а с февраля 1943 получили имя Хорватская военная авиация (ХВА) (хорв. Hrvatsko bojno zrakoplovstvo / HBZ).

## История
Авиация Независимого государства Хорватии пополнялась в первые месяцы исключительно за счёт передачи немцами сохранившихся самолётов армии Королевства Югославии. Наиболее ценными являлись британские бомбардировщики Bristol Blenheim, поставлявшиеся по лицензии, однако большинство самолётов ВВС НГХ составили старые французские бипланы Breguet 19 и Potez 25. В составе ВВС Хорватии использовались преимущественно устаревшие самолёты, которые и отправлялись на Восточный фронт. Единственным подразделением, оснащённым подходящей военной техникой, являлся Хорватский воздушный легион, пилоты которого воевали на истребителях Messerschmitt Bf 109 и Dornier Do 17. Впрочем, это было больше мерой устрашения со стороны немцев для советских войск — нацисты надеялись такой пропагандой показать «единство наций Европы в борьбе против большевизма».
После провала блицкрига на Востоке и краха итальянцев в Африке командование стран Оси приняло решение усилить хорватскую авиацию, отправив туда новейшие итальянские истребители Fiat G.50. Эти самолёты стали первыми современными самолётами, которые использовались Хорватией. В конце 1943 года, несмотря на усиление, у хорватов насчитывалось 295 устаревших машин, куда входили и итальянский Fiat G.50, и французский Morane-Saulnier MS.406. В 1944 году, когда Италия уже была почти полностью в руках союзников, стратегическая важность авиации в Хорватии возросла, и немцы спешно передали все уцелевшие итальянские истребители Macchi C.200, Macchi C.202 и Macchi C.205 (самый лучший истребитель ВВС Италии), а также отправили несколько партий Messerschmitt Bf 109G. Однако даже это не спасло хорватскую авиацию от полного разгрома и уничтожения в 1945 году.

## Список самолётов
Всего в ВВС Независимого государства Хорватия использовались самолёты следующих типов:
| Самолёт                       | Количество | Тип                             | Страна-производитель  |
| ----------------------------- | ---------- | ------------------------------- | --------------------- |
| Messerschmitt Me-109G/K       | 50+        | Истребитель                     | Нацистская Германия   |
| Morane-Saulnier MS.406        | 48         | Истребитель                     | Франция               |
| Fiat G.50                     | 15+        | Истребитель                     | Италия                |
| Macchi C.202                  | 18         | Истребитель                     | Италия                |
| Macchi C.205                  | 4          | Истребитель                     | Италия                |
| Fiat CR.42                    | 10+        | Истребитель                     | Италия                |
| Messerschmitt Me 110G-2       | 2          | Истребитель                     | Нацистская Германия   |
| Avia BH-33                    | 7          | Истребитель / Учебный           | Чехословакия          |
| Ikarus IK-2                   | 4          | Истребитель                     | Королевство Югославия |
| Dornier DO-17K                | 11         | Бомбардировщик                  | Королевство Югославия |
| Dornier DO-17E                | 30         | Бомбардировщик                  | Нацистская Германия   |
| Dornier DO-17Z                | 21         | Бомбардировщик                  | Нацистская Германия   |
| Bristol Blenheim Mk.I         | 8          | Бомбардировщик                  | Великобритания        |
| Savoia Marcetti SM.79         | 1          | Бомбардировщик                  | Италия                |
| CANT Z.1007                   | 10         | Бомбардировщик                  | Италия                |
| Fiat BR.20                    | 6          | Бомбардировщик                  | Италия                |
| Avia Fokker F.39              | 1          | Бомбардировщик                  | Чехословакия          |
| Caproni Ca.310                | 7          | Многоцелевой / Бомбардировщик   | Италия                |
| Caproni Ca.311/313/314        | 16         | Многоцелевой / Бомбардировщик   | Италия                |
| Breguet Br.19                 | 50         | Многоцелевой / Разведывательный | Франция               |
| Potez 25                      | 42         | Многоцелевой / Разведывательный | Франция               |
| Fieseler Fi 156               | 11         | Разведывательный                | Нацистская Германия   |
| Fieseler Fi 167               | 8-12       | Разведывательный                | Нацистская Германия   |
| de Havilland Puss Moth D.H.80 | 2          | Разведывательный                | Великобритания        |
| RWD-13                        | 1          | Учебный                         | Польша                |
| Beneš-Mráz Beta-Minor         | 25         | Разведывательный / Учебный      | Чехословакия          |
| Bücker Bü 181 Bestmann        | 22         | Разведывательный / Учебный      | Нацистская Германия   |
| SAIMAN 200                    | 25         | Учебный                         | Италия                |
| SAIMAN 202                    | 2          | Разведывательный / Учебный      | Италия                |
| AVIA FL.3                     | 20         | Разведывательный / Учебный      | Италия                |
| Рогожарски СИМ-ХI             | 1          | Учебный                         | Королевство Югославия |
| Рогожарски СИМ-Х              | 1          | Учебный                         | Королевство Югославия |
| Рогожарски ПВТ                | 15         | Учебный / Штурмовик             | Королевство Югославия |
| Ikarus MM-2                   | 1          | Учебный истребитель             | Королевство Югославия |
| Рогожарски Р-100              | 11         | Учебный истребитель / Штурмовик | Королевство Югославия |
| Bücker Bü 131                 | 46         | Разведывательный / Учебный      | Нацистская Германия   |
| Bücker Bü 133                 | 10         | Разведывательный / Учебный      | Нацистская Германия   |
| Zmaj Fizir FN                 | 20         | Учебный                         | Королевство Югославия |
| Zmaj Fizir FP.2               | 23         | Разведывательный / Учебный      | Королевство Югославия |
| Avia Fokker F.VII             | 7          | Транспортный                    | Чехословакия          |
| Avia Fokker F.IX              | 2          | Транспортный                    | Чехословакия          |
| Junkers W 34                  | 4          | Транспортный                    | Нацистская Германия   |
| Airspeed Envoy                | 2          | Транспортный                    | Великобритания        |

## Аэродромы
- Загреб
  - Лучко[англ.]
  - Боронгай
  - Света-Неделя
- Сараево
  - Райловац
- Баня-Лука
  - Залужани
- Мостар
- Другие аэродромы
  - Беловар
  - Карловац
  - Крижевцы
  - Славонски-Брод
  - Кутина
  - Самобор
  - Копривница

## Структура
Изначально в ВВС Хорватии насчитывалось 7 эскадр, созданных из трофейных самолётов и базировавшихся в Загребе и Сараево. К 1942 году насчитывалось 15 эскадр.

## Пилоты
Ниже перечислены пилоты, воевавшие в Люфтваффе на Восточном фронте в 52-й истребительной эскадре.
- Мато Дуковац
- Цвитан Галич
- Иосип Хелебрант
- Альбин Штарц
- Владимир Ференчина
- Сафет Бошкич
- Томислав Каузларич
- Франьо Джал
- Владимир Креш
- Людевит Бенцетич
- Мато Чулинович
- Златко Стипчич
- Веца Микович
- Эдуард Мартинко
- Степан Мартинашевич
- Зденко Авдич
- Йерко Бартулович
- Иосип Краньц
- Юре Ласта
- Драгутин Газапи
- Иван Ценич